# Jógvan Arge
Jógvan Arge (født 17. juni 1947 i Tórshavn) er kendt som Færøernes "verdens bedste" fodboldreporter, men egentlig er han programchef ved Færøernes radio ÚF, forfatter og republikansk politiker (Tjóðveldi).
Jógvan Arge er søn af radiodirektøren Niels Juel Arge (1920-1995) og Petra (født Gregersen fra Syðrugøta). I 1965 giftede han sig med Marita Súsanna (f. Niclasen). Sammen har de tre børn: Niels Juel Jógvanson (1966), Uni Arge (1971, kendt landsholdsfodboldspiller, sanger og forfatter) og Jóhanna (1972). 
Faderen var også fodboldreporter, men i 1965 måtte den 18-årige træde i stedet for ham, og siden har han været Færøernes kendteste fodboldreporter. Hans beundrere kalder ham for "verdens bedste", og hans rolle i kampen Færøernes fodboldlandshold mod Østrig i 1990, da Færøerne slog de østrigske storfavoritter med 1-0, er en del af "fodboldeventyret".
Efter sin studentereksamen 1966 i Tórshavn tog Jógvan Arge til København for at uddanne sig som journalist ved Ritzaus Bureau, og indtil 1970 studerede han ved Journalisthøjskolen i Århus. Derefter tog han tilbage til Færøerne, og siden har han arbejdet ved ÚF. 1979-1989 var han chef ved nyhedsredaktionen og siden programdirektør.
1978-1980 var han formand for Ítróttasamband Føroya, og ved siden af sit radiohverv var han også redaktør ved forskellige blade.
Fra 2001 sidder han i Tórshavns byråd. Hans genvalg i 2004 var en stor succes, og nu er han viceborgmester i hovedstaden. 2002-2004 var han også medlem af Lagtinget. Som den entertainer han er, havde han kronprinsesse Mary til bords, da de kongelige besøgte Tórshavn i juni 2005.
Som forfatter beskæftiger Jógvan Arge sig med Færøernes historie (især økonomihistorie og historie om færøske virksomheder og fiskeriet) og dermed fortsætter han Niels Juel Arges værk. Teir tóku land, Føroyingar í Grønlandi (De tog land, færinger i Grønland) er hans mesterværk med 8 bind. Det handler om Færøernes forhold til Grønland og historien om Færingehavn (Kangerluarsoruseq). Hvert år udkom et nyt bind, og det siges, at det var de færøske koners yndlingsjulegave til deres mænd.

## Værker
- 16 tættir, 1980 (16 satiriske viser)
- Bankabókin, Sjóvinnubankin 50 ár (sammen med Niels Juel Arge), 1983
- Gott, skjótt og bíligt, P/F Leif Mohr 50 ár, 1985
- Tórshavnar Skipasmiðja 50 ár, 1986
- Frá snørisfiski til alilaks, Føroya Fiskasøla 1948-1988, 1988
- Semjur og stríð, Føroya Arbeiðsgevarafelag 50 ár, 1993
- Havnarmenn í Gundadali, Havnar Bóltfelag 1904-1994, 1994 (tegninger ved Jákup Pauli Gregoriussen)
- Neyðugt er at sigla, Føroya Skipara & Navigatørfelag 100 ár, 1995
- Ljós yvir landið, SEV 50 ár, Tórshavn 1996
- Teir tóku land, Føroyingar í Grønlandi (1-8), 1997-2003 (tegninger ved Anker Eli Petersen)